# Koning Willem III paradijsvogel
De Koning Willem III paradijsvogel ("Diphyllodes gulielmitertii" - geen officiële wetenschappelijke soortnaam) is een hybride tussen twee soorten paradijsvogels: de geelkraagparadijsvogel (Diphyllodes magnificus) en de koningsparadijsvogel (Cicinnurus regius).

## Geschiedenis
Van deze bastaard zijn 25 exemplaren (volwassen mannetjes) in diverse musea verspreid over de hele wereld. In Leiden worden twee exemplaren bewaard, afkomstig uit de collectie van het Zoölogisch Museum Amsterdam. Eén exemplaar (ZMA 782 skin 179 19 0) werd in 1874 via een plaatselijke jager verkregen door ontdekkingsreiziger en natuurwetenschapper Samuel Corneille Jean Wilhelm van Musschenbroek op het eiland Waigeo (toen Nederlands Nieuw-Guinea). Van Musschenbroek maakte toen een reis samen met Odoardo Beccari. Hij noemde deze vogel Paradisea Guilielmi III, ter ere van koning Willem III der Nederlanden.
Deze vogel was op de Internationale Koloniale en Uitvoerhandel Tentoonstelling in Amsterdam te zien - mooi opgezet en onder een glazen stolp - als nieuw ontdekte soort. Deze vogel werd in 1875 door Adolf Bernard Meyer voor de wetenschap beschreven en in 1927 werd deze hybride als zodanig onderkend.